# Lupin III - Le tattiche degli angeli
Lupin III - Le tattiche degli angeli (ルパン三世 天使の策略（タクティクス）～夢のカケラは殺しの香り～?, Rupan Sansei - Tenshi no takutikusu ~Yume no kakera wa koroshi no kaori~) (lett. Lupin III - Le tattiche degli angeli ~I frammenti del sogno sono il profumo dell'assassinio~) è il diciassettesimo special televisivo giapponese con protagonista Lupin III, il celebre ladro creato dalla mente di Monkey Punch, trasmesso per la prima volta in Giappone su Nippon Television il 22 luglio 2005.
È stato trasmesso in prima visione da Italia 1 il 9 dicembre 2007 alle 14:30. Questo special è stato trasmesso in Italia prima di Lupin III - Tutti i tesori del mondo, quando dovrebbe essere stato trasmesso dopo, in ordine di produzione originale.

## Trama
Lupin III è intenzionato a rubare un frammento di un UFO schiantatosi a Roswell e ora custodito nell'Area 51, fatto di un materiale sconosciuto molto resistente, chiamato Metallo Originale. Vi riesce travestendosi da scienziato pazzo. È però ostacolato dall'ispettore Zenigata e dalle Bloody Angels, una potente organizzazione criminale di sole donne composta da un gruppo terroristico di moderne amazzoni, tra cui spiccano la fredda e sensuale Lady Joe, Sophie la Velenosa, Linda la Dinamitarda e Kaoru la Squartatrice (una donna samurai in possesso della Beniza Kura, una spada antica e maledetta che darà filo da torcere a Goemon).
Durante la storia, Sophie si innamora di Lupin e quindi decide di aiutarlo, ma quando sta per rivelare l'identità del capo delle terroriste, viene uccisa da Emily O'Brian, giovane collega di Zenigata. Quest'ultima rivela, dopo essere stata scoperta da Lupin, di essere veramente la malvagia leader delle Bloody Angels, conosciuta come Emily il Ragno, e di aver usato sin dall'inizio Zenigata per avere il frammento di Metallo Originale. Il frammento dell'UFO è in realtà un'arma militare all'avanguardia, che le Bloody Angels vogliono prendere per poterlo vendere ai migliori offerenti stranieri, in modo da creare armi da usare per sconfiggere con successo gli Stati Uniti d'America nelle guerre.
A quel punto, Lupin e Zenigata si alleano, combattendo contro l'organizzazione delle malvagie donne insieme a Jigen, Goemon e Fujiko. Dopo una lunga battaglia, Goemon riesce a uccidere Kaoru grazie al frammento di UFO, che è stato usato da un mastro forgiatore di spade per riaffilare la Zantetsuken rovinata; mentre Jigen e Fujiko si sbarazzano delle altre Bloody Angels, Lupin ferisce Emily e lo stesso Zenigata la chiama "ragazzina", incredulo davanti al massacro che ha compiuto. Ora Jigen, Goemon e Lupin hanno la donna sotto tiro. Quest'ultimo inizialmente impietosito si trattiene dallo spararle. Ma quando lei tenta di ucciderlo estraendo la pistola, Lupin dà il colpo di grazia a Emily, salvandosi la vita e vendicando Sophie. Alla fine, l'ispettore estrae il falso Metallo Originale dal fondo del mare, mentre Lupin e Fujiko si godono il sole su una barca. Dopo i titoli di coda, Jigen spiega in una voce narrante al pubblico che Lupin non voleva per niente vendere il Metallo Originale ai nemici dell'America, e così quello vero e autentico era stato messo in un rubinetto rotto nello stesso nascondiglio del ladro gentiluomo e della sua banda.

## Personaggi
- Le Bloody Angels: sono una potente organizzazione terroristica americana che mira a rovesciare il governo degli Stati Uniti per rimodellarne la società secondo un'utopia pacifista. L'organizzazione, che ha caratteri da milizia privata, è composta esclusivamente da donne ed è comandata da cinque assassine professioniste.
  - Emily O'Brian, alias Emily il Ragno: è l'antagonista principale del film, e il capo delle Bloody Angels; porta il simbolo dell'organizzazione tatuato al centro del petto. Veste sempre di rosso. È l'unica a non avere, apparentemente, una vera e propria specialità per uccidere; al contrario, le sue caratteristiche distintive sono una evidente vena di follia e malvagità, l'abilità attoriale (si finge un'impacciata e timida recluta della polizia, ingannando persino Zenigata) e l'ossessione per il denaro. Alla fine dopo che il suo esercito di terroriste viene sconfitto e arrestato, Lupin la uccide, vendicando Sophie.
  - Lady Joe: è l'antagonista secondaria del film, una dei capi delle Bloody Angels, l'unica a sopravvivere dato che, alla fine, viene arrestata dalla polizia di Zenigata; porta il simbolo dell'organizzazione tatuato sul collo, a destra. Veste un completo viola da uomo, tranne che nel finale, dove indossa un abito blu. È esperta di arti marziali, radicale dal punto di visto politico e odia la destra americana.
  - Sophie la Velenosa: è una degli antagonisti e antieroina del film, e una dei capi delle Bloody Angels, la più giovane; porta il simbolo dell'organizzazione tatuato sul seno sinistro. Veste di giallo. È esperta di droghe e veleni ed è incaricata di sorvegliare Lupin. Prima di diventare una killer aveva un fidanzato, morto in guerra per l'America. Verso la fine, Lupin le fa capire come sia stata plagiata psicologicamente dall'organizzazione e che l'intento delle Bloody Angels non porterà altro che guerre e sofferenze ad altre persone, che finirebbero sole e tristi come lei. Sophie, comprendendo di essere stata solo una pedina, si rende conto che Lupin ha ragione, anche perché ha finito per innamorarsi di lui, dato che il suo carattere e il suo senso dell'umorismo le hanno fatto ricordare il suo fidanzato. Rivela poi a Lupin che l'Elemento X, che rende possibile lavorare il Metallo originale, è un liquido al profumo di lavanda che il capo dell'organizzazione porta sempre con sé, ma verrà uccisa proprio dal suo capo (che si rivelerà Emily l'assistente di Zenigata, che aveva usato e ingannato fin dall'inizio). Prima di morire, Sophie dichiara a Lupin che avrebbe voluto incontrarlo prima di finire nell'organizzazione terrorista e fare quella fine. Dopo la morte di Sophie, Lupin furibondo, poiché ci teneva a lei, la vendicherà uccidendo Emily e in segno d'onore seppellirà lui stesso Sophie, lasciandole dei fiori sulla sua tomba.
  - Linda la Dinamitarda: è una degli antagonisti del film, una dei capi delle Bloody Angels; porta il simbolo dell'organizzazione tatuato sulla spalla destra. Veste di verde ed è esperta di esplosivi, oltre a essere un'ottima illusionista. Caratterialmente, è crudele e spietata, e non prova il benché minimo rimorso per tutti gli innocenti che ha ucciso insieme alle Bloody Angels. È incaricata di sorvegliare Jigen e, in seguito, cerca di ucciderlo. Durante lo scontro finale, quando sarà sul punto di uccidere Jigen, egli ribalta il risultato grazie proprio a un proiettile che Linda gli aveva dato per errore durante il loro primo incontro, con il quale riesce a ferirla a una spalla. Quando Jigen le chiede di arrendersi, Linda, in preda alla frustrazione e alla rabbia, si metterà a sparare all'impazzata fino a far esplodere il granaio dove si erano battuti, morendo nell'esplosione, con gran dispiacere per Jigen, ritenendo che la morte di Linda sia stata una fine ironica essendo una dinamitarda.
  - Kaoru Susikini, alias Kaoru la Squartatrice: è una degli antagonisti del film, una dei capi delle Bloody Angels; porta il simbolo dell'organizzazione tatuato sul polso sinistro. Veste di rosso sangue. È una samurai, armata di Beniza Kura (紅桜? lett. "ciliegio cremisi"), una katana maledetta che amplifica gli istinti omicidi di chi la maneggia. Sorveglia Goemon e infine si scontra con lui. Durante lo scontro finale Goemon. dopo aver fatto riparare la sua katana con il Metallo originale e con l'aiuto di un fabbro che aveva forgiato la spada di Kaoru, la sconfigge distruggendole la katana, lasciando Kaoru stupefatta; tuttavia, una parte della lama le si conficca nel petto e Kaoru, come atto d'onore, finisce se stessa morendo da vera samurai, con profondo dispiacere di Goemon, che avrebbe voluto incontrarla in circostanze diverse, dimostrando che si era innamorato di lei e che non voleva che finisse così.

## Doppiaggio
| Personaggio                            | Doppiatore originale | Doppiatore italiano |
| -------------------------------------- | -------------------- | ------------------- |
| Arsenio Lupin III                      | Kan'ichi Kurita      | Roberto Del Giudice |
| Daisuke Jigen                          | Kiyoshi Kobayashi    | Sandro Pellegrini   |
| Goemon Ishikawa XIII                   | Makio Inoue          | Antonio Palumbo     |
| Fujiko Mine                            | Eiko Masuyama        | Alessandra Korompay |
| Ispettore Koichi Zenigata              | Gorō Naya            | Rodolfo Bianchi     |
| Emily O'Brian / Emily il Ragno         | Naoko Matsui         | Alessia Amendola    |
| Lady Joe                               | Mayumi Asano         | Emanuela D'Amico    |
| Sophie la Velenosa                     | Mamiko Noto          | Stella Musy         |
| Linda la Dinamitarda                   | Satomi Arai          | Tatiana Dessi       |
| Kaoru Susikini / Kaoru la Squartatrice | Atsuko Tanaka        | Cinzia Villari      |
| Jingorou Higashi                       | Ichirō Nagai         |                     |
| Changensai                             | Takanobu Hozumi      |                     |

- Doppiaggio italiano:
  - A cura di: Ludovica Bonanome
  - Casa di doppiaggio: BI.G S.r.l.
  - Direttore del doppiaggio: Roberto Del Giudice
  - Assistente al doppiaggio: Francesca Bregni
  - Dialoghi italiani: Marina D'Aversa

Questo è l'ultimo special doppiato in italiano da Roberto Del Giudice nel ruolo di Lupin III, prima della sua morte avvenuta il 25 novembre 2007. Dal successivo special, La lacrima della Dea, il personaggio è doppiato da Stefano Onofri.

## Edizioni home video

### DVD
Il DVD è uscito, per la prima volta, in edicola il 30 agosto 2008, edito da De Agostini (in collaborazione con Yamato Video), e contiene:
- Doppiaggio italiano 2.0
- Doppiaggio giapponese 2.0

Il film è poi stato ristampato anche da Yamato Video il 10 febbraio 2009 e da La Gazzetta dello Sport il 13 aprile 2012.

### Blu-ray Disc
In Giappone il film è stato rimasterizzato in alta definizione e venduto in formato Blu-ray Disc all'interno della raccolta LUPIN THE BOX - TV Special BD Collection (LUPIN THE BOX ~ TV スペシャルBDコレクション~?).